# 万富次郎
万 富次郎（よろず とみじろう、1887年（明治20年）12月16日 - 没年不詳）は、日本の内務官僚。東京市本所区長。

## 経歴
岩手県和賀郡十二鏑村（現在の花巻市）出身。岩手県立遠野中学校、第一高等学校を経て、1916年（大正5年）に東京帝国大学法科大学を卒業した。長崎県警部、同工場課長、保安課長、商工水産課長、農林課長、長野県蚕糸課長、地方課長、庶務課長、宮崎県学務部長、愛媛県警察部長、宮城県警察部長、佐賀県内務部長を歴任した。
退官後は東京市本所区長、東京市社会局庶務課長、同職業課長、日本米穀株式会社名古屋支店長を務めた。